# João Evangelista Martins Terra
João Evangelista Martins Terra SJ (* 7. März 1925 in Jardinópolis, Bundesstaat São Paulo; † 11. März 2022 in Brasília) war ein brasilianischer römisch-katholischer Ordensgeistlicher und Weihbischof in Brasília.

## Leben
João Evangelista Martins Terra trat 1942 der Ordensgemeinschaft der Jesuiten bei. Er erwarb 1950 in Nova Friburgo ein Lizenziat im Fach Philosophie und 1957 in São Leopoldo ein Lizenziat im Fach Katholische Theologie. Am 22. Dezember 1956 empfing er in Rio de Janeiro das Sakrament der Priesterweihe.
Anschließend wurde João Evangelista Martins Terra für weiterführende Studien nach Rom entsandt. Parallel dazu war er als akademischer Direktor für die Theologiestudenten im Päpstlichen Brasilianischen Pius-Kolleg zuständig. 1960 erwarb er am Päpstlichen Bibelinstitut ein Baccalaureato und 1961 ein Lizenziat. 1962 wurde João Evangelista Martins Terra mit der Arbeit O Deus dos Semitas („Der Gott der Semiten“) im Fach Biblische Exegese promoviert. Daneben nahm er in den Sommerferien an Bibelkursen in Frankfurt am Main, München und Düsseldorf teil. Von 1962 bis 1964 studierte Martins Terra an der Westfälischen Wilhelms-Universität Münster, unter anderem bei Wolfram von Soden, die Semitischen Sprachen Akkadisch, Hebräisch, Aramäisch, Syrisch, Ugaritisch und Arabisch sowie Islamwissenschaft und Vorderasiatische Archäologie. Während der Sommerferien absolvierte er Praktika am Pergamonmuseum in Berlin. Am 2. Februar 1964 legte João Evangelista Martins Terra die ewige Profess ab. Danach war er im Nahen Osten tätig, wo er an archäologischen Ausgrabungen in Kairo, Memphis, Luxor, Homs, Hama, Ugarit und Maalula mitwirkte. Er lehrte zudem an der Université Saint-Joseph in Beirut und war Kaplan in Junaynet Ruslan. Außerdem absolvierte er in Bikfaya einen Kurs in arabischer Rhetorik.
1965 kehrte João Evangelista Martins Terra nach Rom zurück, wo er am Päpstlichen Bibelinstitut lehrte. Er verbrachte 1983 einen Forschungsaufenthalt an der Loyola University New Orleans, an der University of Chicago und an der Fordham University in New York City. 1985 forschte Martins Terra an der Universität Innsbruck. Im selben Jahr wurde er an der Päpstlichen Universität Gregoriana mit der Arbeit A angelologia de Karl Rahner à luz dos seus princípios hermenêuticos („Die Angelologie von Karl Rahner im Lichte seiner hermeneutischen Prinzipien“) zum Doktor der Theologie promoviert und 1987 mit der Arbeit O Deus dos indo-europeus. Zeus e a proto-religião dos indo-europeus („Der Gott der Indo-Europäer. Zeus und die indoeuropäische Proto-Religion“) zum Doktor der Philosophie. Vom 22. Februar 1984 bis 1989 war Martins Terra Mitglied der Päpstlichen Bibelkommission.
Papst Johannes Paul II. ernannte ihn am 17. August 1988 zum Weihbischof in Olinda e Recife und zum Titularbischof von Bagis. Der Apostolischen Nuntius in Brasilien, Erzbischof Carlo Furno, spendete ihm am 20. November desselben Jahres in São Paulo die Bischofsweihe; Mitkonsekratoren waren José Cardoso Sobrinho OCarm, Erzbischof von Olinda e Recife, und Luciano Pedro Mendes de Almeida SJ, Erzbischof von Mariana. João Evangelista Martins Terra wählte den Wahlspruch Cum Christo et in Ecclesia („Mit Christus und in der Kirche“). Am 15. Juni 1994 bestellte ihn Johannes Paul II. zum Weihbischof in Brasília.
Als Weihbischof lehrte João Evangelista Martins Terra weiterhin an mehreren Priesterseminaren in Brasilien, Kolumbien und Paraguay. Ferner war er fünfzig Jahre Präsident der Associação dos Biblistas Brasileiros und Direktor der Revista de Cultura Bíblica. Außerdem leitete er das Instituto Bíblico de Brasília – Divino Mestre in Brasília. Martins Terra war ein produktiver Autor vor allem zu biblischen Themen und ein entschiedener Gegner der Theologie der Befreiung. Für sein Werk O Deus dos indo-europeus. Zeus e a proto-religião dos indo-europeus erhielt er im Jahr 2000 den Prêmio Jabuti im Bereich Religion.
Am 16. Juni 2004 nahm Johannes Paul II. seinen altersbedingten Rücktritt an. Martins Terra, der zuvor mehrere Wochen im Krankenhaus lag, starb am 11. März 2022 und wurde in der Krypta der Kathedrale von Brasília beigesetzt.

## Schriften
- A oraçao no Antigo Testamento. Edições Loyola, São Paulo 1974
- Existe o diabo? Respondem os teólogos. Edições Loyola, São Paulo 1975
- Jesus de Nazaré nos evangelhos sinóticos. Edições Loyola, São Paulo 1977
- O Jesus histórico e o Cristo querigmático. Edições Loyola, São Paulo 1978
- Direitos de Deus e direitos humanos. Edições Paulinas 1979
- Jesus político e libertação escatológica. Edições Loyola, São Paulo 1979
- O milagre. Filosofia, história, linguagem, Bíblia, teologia. Edições Loyola, São Paulo 1981
- Catequese e cultura. Inculturação, índios e escravos. Edições Loyola, São Paulo 1982
- Bênção na Bíblia e na religião do povo. Edições Loyola, São Paulo 1984
- O negro e a Igreja. Edições Loyola, São Paulo 1984
- Religião e magia. Edições Loyola, São Paulo 1985
- El santuario de la Aparecida y su mensaje teologico. Consejo Episcopal Latinoamericano (CELAM), Bogotá 1986
- A Bíblia na evangelização do Brasil. Edições Loyola, São Paulo 1988
- Como se lê a Bíblia na América Latina. Edições Loyola, São Paulo 1988
- Leitura da Bíblia na perspectiva do pobre. Edições Loyola, São Paulo 1988
- Os carismas em São Paulo. Edições Loyola, São Paulo 1995
- A angelologia de Karl Rahner. À luz dos seus princípios hermenêuticos. Editora Santuário, Aparecida 1996
- Elohim. Deus dos patriarcas. Edições Loyola, São Paulo 1997
- Maçoneria e Igreja Católica. Editora Santuário, Aparecida 1999
- O Deus dos indo-europeus. Zeus e a proto-religião dos indo-europeus. Edições Loyola, São Paulo 1999
- Catequese de índios e negros no Brasil colonial. Editora Santuário, Aparecida 2000
- O Deus dos semitas. Edições Loyola, São Paulo 2015